# Carol J. Adams
Carol J. Adams est une écrivaine américaine féministe et militante pour les droits des animaux. Son ouvrage principal, The Sexual Politics of Meat: A Feminist-Vegetarian Critical Theory (1990) traduit en français en 2016 (Politique sexuelle de la viande, une théorie critique féministe végétarienne), traite des liens entre l'oppression des femmes et des animaux non humains. Elle a écrit une centaine d'articles dans des journaux, magazines et livres sur le végétarisme, les droits des animaux, les violences conjugales, et les abus sexuels.

## Biographie
Carol J. Adams est née en 1951. Militante végane et féministe, elle travaille sur la construction sociale des discriminations inter-sectionnelles. Elle fut influencée très jeune par sa mère, qui était à la fois féministe et militante pour les droits civiques aux États-Unis et aussi par son père qui participa à un des premiers procès concernant la pollution du lac Érié, un des grands lacs du nord-est des États-Unis. Elle grandit dans un petit village de l’État de New York appelé Forestville. Après une licence d'anglais et d'histoire à l'université de Rochester en 1972, elle étudie à Boston avec la philosophe féministe Mary Daly.
Adams raconte comment après avoir découvert le corps de son poney tué lors d'un accident de chasse, et mangé un hamburger le soir, elle conclut que c'était hypocrite de pleurer la mort de son poney et de n'avoir aucun problème à manger une vache tuée dans un abattoir. Elle devint végétarienne ce jour-là.

## Écrits

### Politique sexuelle de la viande, une théorie critique féministe végétarienne
Dans Politique sexuelle de la viande, Adams explique comment, en particulier en période de disette, les femmes ont souvent donné à manger aux hommes de la viande, perçue comme la meilleure des nourritures. Elle traite également des liens entre féminisme et végétarisme, entre patriarcat et le fait de manger de la viande, à la fois de façon historique et à travers des textes littéraires. Elle décrit ce qu'elle appelle la structure du « référent absent », qui représente dans ce contexte « ce qui sépare le mangeur de viande de l'animal qu'il mange et l'animal du produit final ».
Un thème récurrent de son travail est les hommes qui ressentent une forme de domination sur les animaux similaire à ceux qui abusent, exploitent ou dégradent les femmes ; Adams utilise donc le terme « référent absent » pour désigner ce phénomène.
Carol J. Adams théorise la désambiguïsation et d'objectivation des femmes à partir de la notion de « référent absent ». Adams explique dans Politique sexuelle de la viande le processus de déshumaniser l'animal : « Au moyen du dépeçage, on transforme l’animal en référent absent. L’animal, à travers son nom et son corps, est rendu absent en tant qu’animal afin que la viande peut exister. La vie de l’animal précède et permet l’existence de la viande. Tant que l’animal est vivant, il ne peut pas y avoir de la viande. Un cadavre remplace donc l’animal vivant. Sans animaux, il n’y aurait pas de consommation carnée, mais ils sont pourtant absents de l’acte de manger de la viande, en raison de leur transformation en aliment ».
Le livre d'Adams retrace à l'aide de la notion de « référent absent » différentes perspectives sociales. Carol J. Adams soutient que la politique de genre est liée à la façon dont la société voit les animaux et la viande consommée. D'après l'auteur du livre, le processus de « référent absent » est au fondement de l'oppression patriarcale; Elle fait accepter la brutalité comme quelque chose de quotidien et nécessaire, ou la viande vient définir la virilité et la vitalité de l'homme par la capacité à dominer et à ingurgiter.
Carol J. Adams soutenait aussi cette notion chez les femmes. D'après Adams, l'altération de l'animal reflétait la manière dont le corps féminin était également posé comme un objet de consommation chez le patriarcat. En relayant le corps d’une femme à un objet de consommation comme la viande, les femmes étaient souvent réduites à un symbole de sexe et de l'érotisme. En mettant en parallèle le corps d'une femme d'une façon similaire à un morceau de viande, la société patriarcale ne considère plus la femme en tant qu'une personne, mais plutôt un objet de consommation.
Dans une autre facette du livre Politique sexuelle de la viande, Carol J. Adams avance le terme « anthropornographie », soit la défection d'animal non humain en tant que prostituées. Adams explique comment l'image de la femme est largement déformée dont les médias en étant représentés par des dessins animent de divers animaux faisant des actes érotiques. D'après Adams, ces publicités suggèrent que les femmes veulent du sexe de manière promiscuité. Elle ajoute aussi sur ce sujet : « L'anthropornographie vous donne une prostituée dans votre assiette. Des animaux non humains se prostituent pour vous. Les non-humains vous veulent aussi. Souffrance ? Abattage ? Des actes inhumains ? Non. Ils le veulent. »

### Activisme
Carol J. Adams a toujours été une grande militante qui se démenait pour les causes sociales. En effet, elle a mené plusieurs luttes pour les femmes, les animaux, ainsi que pour les individus victimes de racisme.
Adams était une femme qui appartenait au mouvement politique qui prône l'égalité entre les hommes et les femmes. Plus jeune, celle-ci assistait à plusieurs rencontres qui sont portées sur la libération des femmes. Encore plus, elle a été employée au centre de libération des femmes. Son activisme l'aida à faire des liens entre l'oppression des femmes et des animaux. Effectivement, cette dernière utilisait une métaphore pour comparer la femme à un animal, car les deux subissaient des violences. En d'autres mots, l'animal est tué et fragmenté avant d'être consommé, cela est de même pour la femme, elle est victime de pornographie, de prostitution, de viol ou de violence.
Par ailleurs, grâce à des recherches et des analyses, Adams constate que plusieurs féministes étaient en fait des végétariennes, elle découvre aussi que des féministes publient divers écrits sur le végétarisme.
L'écrivaine apporte un très grand soutien aux animaux et souhaite que les gens se tournent vers le végétalisme pour protéger les animaux. Elle explique que les nutriments qui nous sont essentiels se trouvent dans les plantes. Il est donc non nécessaire de tuer des animaux pour se nourrir. Celle-ci crée même le terme « protéines féminisés » pour les produits laitiers et les œufs puisque ceux-ci sont des protéines végétales produites à partir du cycle de reproduction des animaux femelles.
L'écrivaine précise que grâce à l'activisme, elle a appris à se mettre à la place de l'autre, plus particulièrement à la place de l'opprimé. C'est donc à l'activisme qu'elle doit son écriture. D'ailleurs, dans une de ses œuvres Species Matters, Carol J Adams explique qu'elle et son conjoint étaient militants dans les années 1970 contre le racisme.

### Autres écrits
Elle a écrit d'autres ouvrages dont The Pornography of Meat, où elle fait la comparaison entre les étals de viande et la représentation des femmes dans les publicités et critique la société de consommation.
Le livre Living Among Meat Eaters: The Vegetarian's Survival Handbook (Vivre avec des mangeurs de viande: le guide de survie du végétarien) conseille les végétariens sur la bonne manière de communiquer lors de repas en famille, avec des collègues ou des amis qui pourraient se révéler hostiles à l'égard du végétarisme.

## Publications
- La Politique sexuelle de la viande. Une théorie critique féministe végétarienne [« The Sexual Politics of Meat: A Feminist-Vegetarian Critical Theory »], Éditions L'Âge d'homme, 2016, 368 p. (ISBN 978-2825145326)
- (en) The Sexual Politics of Meat: A Feminist-Vegetarian Critical Theory, Continuum, 1990 (ISBN 0-8264-0455-3)
- (en) Ecofeminism and the Sacred, Continuum, 1993 (ISBN 0-8264-0586-X)
- (en) Neither Man nor Beast: Feminism and the Defense of Animals, Continuum, 1994 (ISBN 0-8264-0670-X)
- (en) Woman-battering: Creative pastoral care and counseling series, Fortress Press, 1994 (ISBN 0-8006-2785-7)
- Avec Marie M. Fortune. (en) Violence against Women and Children: A Christian Theological Sourcebook, Continuum, 1995
- Avec Josephine Donovan. (en) Animals and women: Feminist theoretical explorations, Duke University Press, 1995 (ISBN 0-8223-1667-6)
- (en) The inner art of vegetarianism: Spiritual practices for body and soul, Lantern Books, 2000. (ISBN 1-930051-13-1)
- (en) Journey to gameland: How to make a board game from your favorite children's book, Lantern Books, 2001 (ISBN 1-930051-51-4)
- Avec Howard Williams. (en) The ethics of diet: A catena of authorities deprecatory of the practice of flesh-eating, University of Illinois Press, 2003 (ISBN 0-252-07130-1)
- (en) « Bitch, Chick, Cow: Women's and (Other) Animals' Rights », dans Sisterhood Is Forever (en), Washington Square Press, 2003 (ISBN 0-7434-6627-6).
- (en) Help! My child stopped eating meat!: An A-Z guide to surviving a conflict in diets, Continuum, 2004 (ISBN 0-8264-1583-0)
- (en) The Pornography of Meat, Continuum, 2004 (ISBN 0-8264-1646-2)
- (en) Prayers for Animals, Continuum, 2004 (ISBN 0-8264-1651-9)
- (en) God listens when you're sad: Prayers when your animal friend is sick or dies, Pilgrim Press, 2005 (ISBN 0-8298-1667-4)
- (en) God listens to your love : prayers for living with animal friends, Pilgrim Press, 2005 (ISBN 0-8298-1665-8)
- (en) God listens to your care : prayers for all the animals of the world, Pilgrim Press, 2006 (ISBN 0-8298-1666-6)
- Avec Douglas Buchanan et Kelly Gesch. (en) Bedside, bathtub and armchair companion to Frankenstein, Continuum, 2007 (ISBN 0-8264-1824-4)
- (en) Carol J. Adams (dir.) et Josephine Donovan (dir.), The Feminist Care Tradition in Animal Ethics: A Reader, Columbia University Press, 2007 (ISBN 978-0-231-14038-6)
- (en) How to eat like a vegetarian even if you never want to be one: More than 250 shortcuts, strategies, and simple solutions, Lantern Books, 2008 (ISBN 978-1-59056-137-9)
- (en) Living among meat eaters: The vegetarians' survival handbook, Lantern Books, 2008 (ISBN 978-1-59056-116-4)
- Préface pour l'anthologie de Lisa Kemmerer (en) Sister Species: Women, Animals, and Social Justice, University of Illinois Press, 2011 (ISBN 978-0-252-07811-8)[12]